# Kicks
Kicks is een Nederlandse film uit 2007 van Albert ter Heerdt, die er na Shouf Shouf Habibi! opnieuw de Nederlandse samenleving met de Marokkaanse medelanders mee onder de loep neemt.

## Verhaal
De film vertelt zes verschillende verhaallijnen die allemaal een onderdeel bevatten in verband met de verhoudingen tussen verschillende etnische groeperingen in een stad. Kicks is een ensemblefilm, waarin alle gebeurtenissen uiteindelijk overlappen aan de hand van één centrale gebeurtenis.
De centrale gebeurtenis betreft een Marokkaanse minderjarige jongen die met een vriend 's nachts probeert in te breken in het door zijn broer Said (Mimoun Oaïssa) beheerde buurthuis, om daar de muziekapparatuur te gebruiken. De Nederlandse agent Frank (Marcel Musters) en zijn Marokkaanse collega Aaliyah (Maryam Hassouni) betrappen hen. Wanneer de jongens op de agenten afstormen en Frank een van hen iets van metaal tevoorschijn ziet halen, schiet hij hem dood. Het metalen voorwerp blijkt dan een microfoon. Wanneer de schietpartij het nieuws haalt, denkt de allochtone bevolking in de stad zeker te weten dat het een racistische daad was. De autochtone bevolking denkt tegelijkertijd zeker te weten dat het niet zo is.
Aaliyah zit persoonlijk tevens in de knel omdat haar relatie met Marouan (Mohammed Chaara), een aankomend sergeant in het Nederlandse leger, onder druk staat. Beide leven volgens Westerse omgangsvormen, maar Aaliyah begint te twijfelen aan de bedoelingen die hij mogelijk na het huwelijk jegens haar heeft. Dit vanwege een gesprek wat ze opvangt tussen Marouan en haar conservatieve vader.
Roeland Fernhout speelt een regisseur die dagelijks de kranten doorspit om een onderwerp te vinden over buitenlanders in Nederland. Dit personage baseerde Ter Heerdt op zichzelf. Hij vindt een onderwerp naar zijn gading wanneer hij een bericht vindt over vrouwen die in een loods gedwongen werden tot seks met dieren (verwijzend naar ware gebeurtenissen). Voor zijn vriendin Kim (Hadewych Minis) heeft hij al die tijd amper oog, terwijl zij zich er druk over maakt of ze wel genoeg doen aan integratie met allochtonen. Zij besluit dan maar in haar eentje op zoek te gaan naar 'Turken' om deze te leren kennen en belandt zo in de lokale shoarmazaak.

## Productie & ontvangst
De Nederlandse band Racoon, componeerde grotendeels de soundtrack voor de film, met de daarbij behorende hit Close your Eyes.
De film werd genomineerd voor het Gouden Kalf in de categorieën: Beste scenario en Beste Vrouwelijke Bijrol (Eva Duijvestein). De film won het Gouden Kalf in de categorie "Beste Muziek" (Vincent van Warmerdam)

## Rolverdeling
- Mimoun Oaïssa ..Said
- Maryam Hassouni ..Aaliyah
- Roeland Fernhout ..Wouter
- Eva Duijvestein ..Lisette
- Mohammed Chaara ..Marouan
- Jack Wouterse ..Chiel
- Chantal Janzen ..Denise
- Hadewych Minis ..Kim
- Mimoun Ouled Radi ..Nordin
- Marcel Musters ..Frank
- Ilias Addab ..Karim
- Iliass Ojja ..Redouan
- Maarten stam  ..gemeentewerker
- Joris Wenners ..duiventemmer